# ロルニク (大型ミサイル艇)
ロルニク(ポーランド語:ORP Rolnikロールニク)は、ポーランドの小型ミサイル艦(mały okręt rakietowy)である。艇名は、ポーランド語で「農家」のこと。艇番号は437。ソ連で建造された1241型大型ミサイル艇の1 隻で、ポーランド海軍で運用された。艇の規模からコルベットに分類される場合もある。

## 概要
ポーランドで運用された1241号計画「モールニヤ」型大型ミサイル艇は、1241RE号計画「モウニヤ」型ミサイル艦(Okręty rakietowe projektu 1241RE «Mołnia»)と呼ばれた。ポーランド人民共和国は輸出型1241型の初採用国で、最終的に4 隻を運用した。ロルニクはその中でも最も新しい艇で、1989年2月4日、ロシア共和国ルィーブンスクのヴィーンペル設計局(現在のNPO「ヴィーンペル」)で竣工した。後期型は、航法レーダーが「キヴァーチ2」に代えて「ペチョーラ1」になっている。
ロルニクは他の3 隻とともにポーランド海軍の主力艦隊である第3分艦隊に所属し、領海の哨戒任務を主とした。初期の2 隻が2000年代初頭に退役したのに対し、ロルニクはその後も運用中であるが、2008年中には退役することが予定されている。